# Lidingöligan (film)
Lidingöligan är en svensk-finländsk animerad kortfilm från 2009, skriven och regisserad av Maja Lindström Kling.

## Handling
Maja flyttar tillsammans med sin vänsterradikala familj till Lidingö. Första mötet med barnen på gatan blir aningen förvirrat men Maja och hennes syster försöker att passa in. Föräldrarna överger så småningom sin politiska uppfattning och skaffar sig i stället kristallkronor och nya möbler.

## Röster (i urval)
- Liv Mjönes
- Hanna Ardéhn
- Agnes Kantén
- Annika Hallin
- Johan Wahlström
- Lotta Tejle
- Johanna Frostling

## Om filmen
Lidingöligan producerades av Mimmi Spång och Rebecka Lafrenz för produktionsbolaget Garagefilm International AB med ekonomiskt stöd av Stiftelsen Svenska Filminstitutet, Sveriges Television och Yleisradio Ab/Finlands Svenska Television. Musiken komponerades av Øystein Vesaas och filmen klipptes av Kristofer Nordin, Lindström och Lars Nordén. Den premiärvisades den 27 januari 2009 på Göteborgs filmfestival. Samma år visades den bl.a. på Uppsala Internationella Kortfilmfestival samt utgavs på DVD som del av samlingen Svensk kortfilm c/o Folkets Bio: Volym 2.
2009 belönades filmen med Svenska Filminstitutets och Sveriges Televisions Novellfilmpris. Juryns motivering till novellfilmspriset löd "För en personlig historia med fint utmejslade karaktärer. För humoristiska rolltolkningar av unga som gamla. För ett formsäkert berättarspråk och ett intressant berättarperspektiv. För att den roar och oroar oss pragmatiska nutidsmänniskor med en både fullbordad och ofullbordad klassresa." 2010 mottog den huvudpriset i kategorin professionell film vid XVII Blue Sea Film Festival i Rauma i Finland.